# Mischelbach

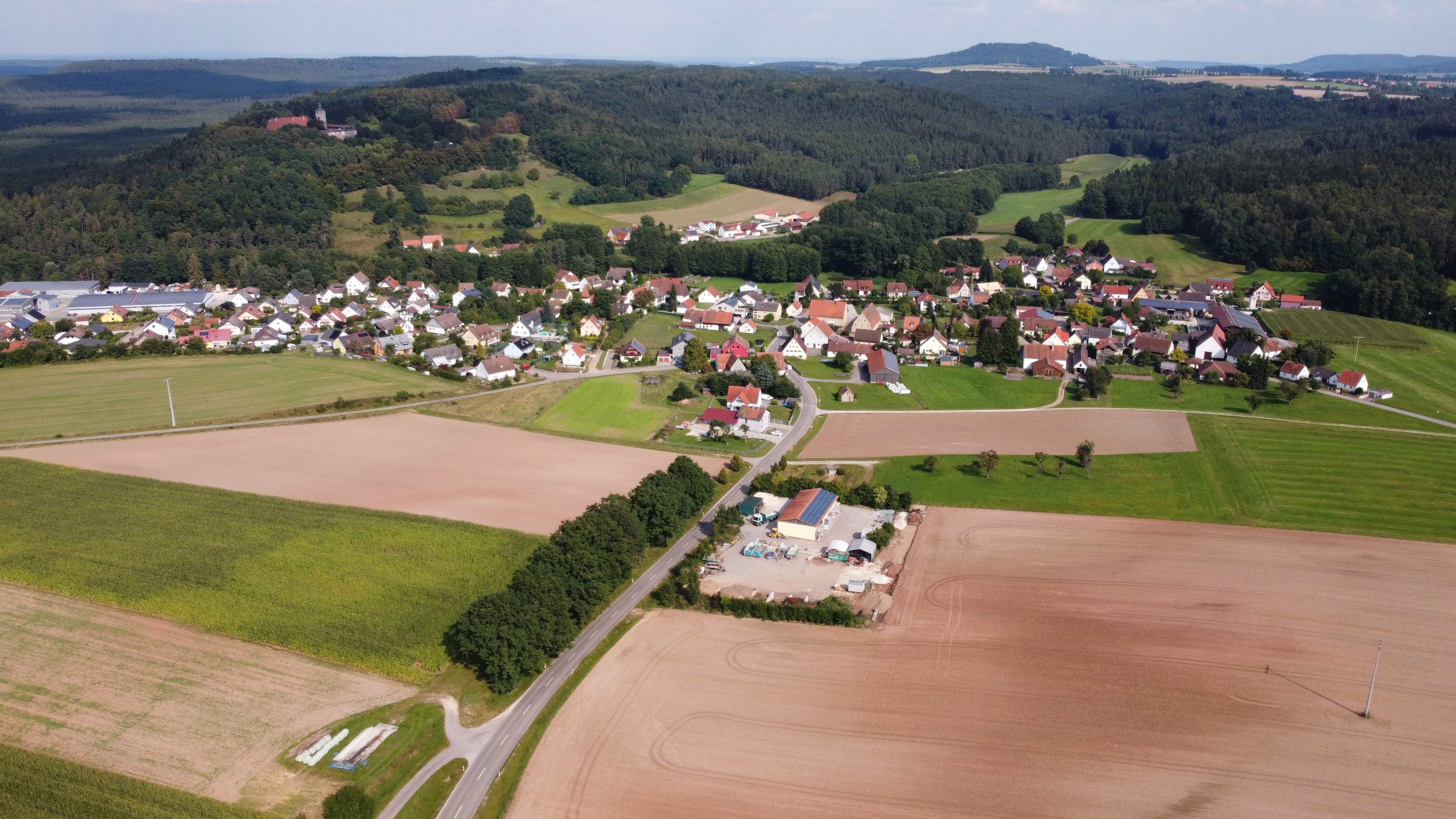
Luftbild von Mischelbach aus Richtung Westen (September 2021)

 Mischelbach ist ein Gemeindeteil des Marktes Pleinfeld im Landkreis Weißenburg-Gunzenhausen (Mittelfranken, Bayern). Die Gemarkung Mischelbach hat eine Fläche von 13,430 km². Sie ist in 1031 Flurstücke aufgeteilt, die eine durchschnittliche Flurstücksfläche von 13026,04 m² haben. In ihr liegen neben dem namensgebenden Ort die Gemeindeteile Heinzenmühle, Kemnathen, Kleinweingarten, Sandsee und Utzenmühle.

## Lage
Das Kirchdorf liegt drei Kilometer östlich des Kernortes Pleinfeld in einem Tal. Durch Mischelbach fließt der Iglseebach, nördlich des Ortes entspringt der Rote Graben, beides Zuflüsse der Schwäbischen Rezat. Die Freileitungstrasse zwischen Mischelbach und Röttenbach ist im Rahmen der Sandachse Franken als bedeutender Lebensraum geschützt. Etwa einen Kilometer nordwestlich verläuft die Bundesstraße 2.

## Geschichte
1264 wurde Mischelbach erstmals urkundlich erwähnt. 1302 wurde es an das Bistum Eichstätt verkauft, 1802 wurde es bayerisch.
1496 wurde Margreth Henstaub von Mischelbach zusammen mit zwei Töchtern wegen Zaubereiverdacht in Sandsee verhaftet. Die Mutter und eine Tochter wurden hingerichtet, während die andere Tochter namens Margreth aus der Haft entlassen wurde.
Bis zur Gemeindegebietsreform in Bayern war Mischelbach eine eigenständige Gemeinde mit den Gemeindeteilen Heinzenmühle, Kemnathen, Kleinweingarten, Sandsee und Utzenmühle. 1972 entschloss sich die Gemeinde, sich freiwillig der Gemeinde Pleinfeld anzuschließen. Diese Eingemeindung wurde am 1. Juli 1972 wirksam.

## Baudenkmäler
Die katholische St.-Otto-Kirche wurde im Jahr 1922 erbaut. Das Kirchenschiff ist in barockähnlichem Stil gehalten. Der Kirchturm wurde mit einer Glocke aus dem Jahr 1886 bestückt. 1949 wurde die Kirche erweitert. Oberhalb von Mischelbach liegt das Schloss Sandsee.